# Socjaldemokratyczna Partia „Zgoda”
Socjaldemokratyczna Partia „Zgoda” (łot. Sociāldemokrātiskā partija "Saskaņa", SDPS) – łotewskie ugrupowanie polityczne o profilu lewicowym powstałe w 2009. W latach 2009–2014 część koalicji Centrum Zgody, od 2014 samodzielny podmiot polityczny.

## Historia
Partia powstała w czerwcu 2009 z połączenia trzech ugrupowań działających dotychczas w ramach Centrum Zgody: Partii Zgody Narodowej, Nowego Centrum i Partii Socjaldemokratycznej. Ugrupowanie zadeklarowało poglądy lewicowe, kontynuowało działalność w ramach Centrum Zgody. Jego członkowie ubiegali się o mandaty poselskie w wyborach 2010 z listy Centrum. Przewodniczącym ugrupowania został Jānis Urbanovičs. 
W 2014 partia odłączyła się od Centrum Zgody i samodzielnie wystartowała w wyborach do Parlamentu Europejskiego, uzyskując 13,04% głosów. W wyborach parlamentarnych w 2014 partia także kandydowała samodzielnie, uzyskując 23,00% głosów oraz 24 mandaty w Sejmie XII kadencji. 
W wyborach w 2018 partia uzyskała 19,80% głosów i 23 mandaty. Rok później, w wyborach do Parlamentu Europejskiego, na listę partyjną padło 17,45% głosów, co przełożyło się na dwa mandaty poselskie. Otrzymali je Nils Ušakovs i Andris Ameriks. Partia znalazła się w trudnej sytuacji ze względu na wojnę na Ukrainie oraz decyzje Sejmu uderzające w mniejszość rosyjską. Wystartowała w wyborach w 2022. Ostatecznie na ugrupowanie głosowało 4,81% wyborców, a jego kandydaci nie dostali się do Sejmu. 
„Zgoda” od lat sytuuje się w opozycji wobec łotewskich ugrupowań rządzących państwem. Partia reprezentowana jest w samorządach łotewskich. W latach 2009–2019 współrządziła Rygą, a Nils Ušakovs był wówczas merem miasta. W latach 2017–2021 partia była częścią układu rządzącego w Jurmale, a jej przedstawiciel Ņikita Ņikiforovs sprawował funkcję wicemera. Później przedstawiciele partii stali na czele samorządów w Rzeżycy (Aleksandrs Bartaševičs) oraz Dyneburgu (Andrejs Elksniņš). 